# 224 Carinae
224 Carinae (w Carinae) é uma estrela na direção da Carina. Possui uma ascensão reta de 10h 43m 32.31s e uma declinação de −60° 33′ 59.9″. Sua magnitude aparente é igual a 4.58. Considerando sua distância de 1065 anos-luz em relação à Terra, sua magnitude absoluta é igual a −2.99. Pertence à classe espectral K3Ib. É uma estrela variável irregular.